# Залізничний транспорт Монголії
Залізничний транспорт у Монголії — один з видів транспорту в Монголії. Залізничним транспортом у 1990 році виконувалось 75% вантажних перевезень в країні.

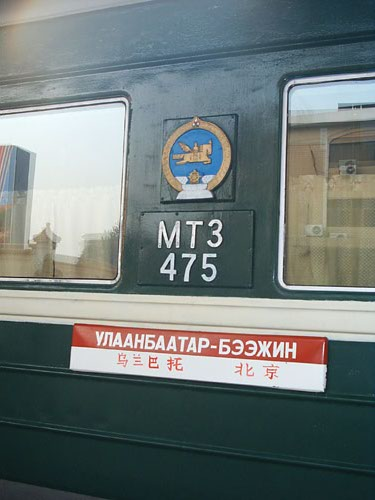
Пасажирський вагон з символікою Улан Баторської залізниці

## Характеристика

Залізнична мережа Монголії складається з трьох ізольованих одна від одної ліній.
- Найбільша залізниця Монголії — Трансмонгольская залізниця сполучає міста Сухе-Батор, Улан-Батор і Замин-Ууд. Від неї відходять гілки Дархан — Шарингол, Салхіт — Ерденет, Налайх — Хонхор, Сайншанд — Зуунбаян — Хангі. Ширина колії — 1520 мм. Її протяжність без відгалужень 1108 км[1].
- Друга лінія від станції Соловйовськ (Борзинське відділення Забайкальської залізниці) — Чулуунхороот[2] — Чингисийн-Далан — Баянтумен. Від станції Чингисийн-Далан відходить гілка до станції Мардай. Ширина колії — 1520 мм. Лінія має довжину 237 км[1]. У рухомому складі — пасажирські та вантажні вагони виробництва Росії і Китаю, локомотивний парк складають тепловози 2М62, 2ZAGAL (модернізовані 2М62), 2ТЕ116, CKD4B, C36-7.
- Третя лінія Таван Толгой — Гашуунсухайт із шириною колії — 1520 мм[3]. Залізниця Таван Толгой — Гашуунсухайт - це магістраль завдовжки 233,6 кілометра від родовища Таван Толгой до прикордонного переходу Гашуунсухайт з Китаєм, на дорозі - дві станції та шість переїздів[4].

## Історія
Залізниця у Монголії з'явилися лише в 1938 році. Тоді було відкрито рух по вузькоколійній лінії довжиною 42 км, що з'єднала Улан-Батор і Налайх, ця лінія з шириною колії 750 мм служила для перевезення вугілля в столиці Монголії. На дорозі використовувалися паровози серій 157, 159 і ВП1.
У 1939 році була введена в експлуатацію лінія з шириною колії1524 мм, що з'єднала місто Чойбалсан з кордоном СРСР (станція Соловйовськ, туди в свою чергу протягнули у 1938 році лінію від станції Борзя). Лінія має довжину 237 км, експлуатувався на ній рухомий склад з СРСР.
У 1955 році за допомогою Радянського Союзу Монголія побудувала та ввела в експлуатацію Трансмонгольську залізницю протяжністю 1108 км, що з'єднала її з СРСР та Китаєм.

## Сучасний стан
У 2009 році з допомогою російських залізничників був проведений ремонт 109 кілометрів шляху на ділянці Мандал — Даваани Улан-Баторської залізниці. Укладений безстикової шлях, збільшена допустима швидкість руху.
У 2014 році в столиці Монголії Улан-Баторі на основі існуючої залізничної інфраструктури Трансмонгольской залізниці, що проходить у межах міста, створена Улан-Баторська міська залізниця.
У 2022 році введено в експлуатацію лінію довжиною 234 км, яка з'єднала вугільне родовище Таван Толгой з китайським кордоном. В листопаді того ж року введено в експлуатацію лінію Зуунбаян — Хангі протяжністю 226,9 км.